# Bataille de Marte
Insurrection de Boko Haram
La bataille de Marte a lieu pendant l'insurrection de Boko Haram.

## Déroulement
Dans la nuit du 24 au 25 avril 2015, les djihadistes de Boko Haram attaquent la ville de Marte, au sud du lac Tchad. Les combats durent toute la nuit, le nombre des djihadistes est estimé à 2 000 hommes selon des témoignages de responsables politiques et militaires recueillis par l'AFP. Les soldats, au nombre de plusieurs centaines, tentent de résister dans la ville de Marte et à la localité voisine de Kirenowa. Mais les djihadistes, bien armés et disposant de blindés, finissent par avoir le dessus. Les militaires prennent la fuite et Boko Haram s'empare de Marte et des villages alentour. Les pertes ne sont pas connues mais seraient importantes.
Dans la nuit du 15 au 16 mai, la ville de Marte est retombée entièrement sous le contrôle de Boko Haram,.